# Moczurica
Moczurica (bułg. Мочурица) – rzeka we wschodniej Bułgarii, lewy dopływ Tundży w zlewisku Morza Egejskiego. Długość - 86 km, powierzchnia zlewni - 1.278 km², średni przepływ - 2,421 m³/s (we wsi Wodeniczane w dolnym biegu). 
Moczurica wypływa w paśmie górskim Grebenec we wschodniej Starej Płaninie. Płynie na wschód, w okolicy miasta Karnobat zawraca na południowy zachód i uchodzi do Tundży koło miasta Jamboł.